# Polyipnus polli
Polyipnus polli es una especie de pez del género Polyipnus.

## Descripción
Es una especie marina batidemersal no migratoria cuyo rango de profundidad es de 250-600 m, cuenta con un tamaño de 5-6 cm (1,96-2,36 pulgadas) y un peso aproximado de 100 g. Presenta 14-16 radios blandos dorsales; 15-18 radios blandos anales; 7 radios de la aleta pélvica; 32-34 vértebras, espina posterotemporal corta sin espinas basales. La especie presenta escamas lisas en la quilla abdominal. El cuerpo es relativamente corto, profundo y comprimido lateralmente y cuenta con fotóforos que se adquieren cuando cuentan con un tamaño de 20 mm. Es de color oscuro con flancos plateados.

## Distribución
Se distribuye por el Atlántico oriental tropical, reportado también en la meseta submarina de Gran Meteor. Las especies adultas suelen vivir a grandes profundidades.